# Partido Socialista Unificado de Cataluña
El Partido Socialista Unificado de Cataluña (PSUC; en catalán: Partit Socialista Unificat de Catalunya) fue un partido político catalán de ideología comunista que existió entre 1936 y 1987. 
La historia del PSUC puede dividirse en tres etapas. Por un lado, el partido que combate la sublevación franquista y está vinculado a Moscú y a la Internacional Comunista. En segundo lugar, el partido de la resistencia a la dictadura y que encabezó un amplio movimiento por el cambio democrático, destacando su papel en la constitución de la Assemblea de Catalunya. En tercer lugar, un partido que comienza su declive y la pérdida de protagonismo político, conforme avanza la reforma democrática, donde las discrepancias ideológicas van reduciendo su influencia
Fundado poco después del estallido de la guerra civil española, desde sus orígenes y durante su existencia estuvo fuertemente ligado y en buena parte de su existencia federado con el Partido Comunista de España (PCE), y de hecho constituía su referente en Cataluña. Durante la guerra civil, el PSUC llegó a tener una gran importancia en esta comunidad. Tras el final de la contienda, durante la dictadura franquista, el partido estuvo prohibido y fue fuertemente reprimido, lo que provocó que parte de sus cuadros y militantes tuvieran que marchar al exilio. Tras la muerte de Franco, a partir de 1977 el partido pudo recuperar la legalidad  y presentarse a las elecciones. Víctima de varias crisis y escisiones internas, a finales de la década de 1980 el partido acabó siendo absorbido por ICV, aunque una gran parte de los militantes que no quisieron disolverlo fundaron el PSUC Viu que pretende recoger la historia del anterior
En la actualidad se considera sucesor de PSUC al Partit Socialista Unificat de Catalunya-Viu, a Esquerra Unida Catalunya y a Esquerra Verda. Estos tres partidos se presentan habitualmente a las elecciones de España y autonómicas de Cataluña dentro de En Comú Podem o más recientemente de Comuns Sumar 

## Historia

### Fundación
La idea de la fusión de las fuerzas obreras en un solo partido tomó fuerza a partir del desenlace del movimiento revolucionario de octubre de 1934 y de la experiencia unitaria de las alianzas obreras, como ocurrió durante la Revolución de Asturias. Desde marzo de 1935 varios pequeños partidos izquierdistas y obreros de Cataluña mantuvieron negociaciones con vistas a una unificación. Sin embargo, después de conversaciones y debates internos en el seno de los partidos obreros catalanes, no se consiguió una completa unidad. El Bloque Obrero y Campesino y la Izquierda Comunista de España (ICE) se unieron en octubre de ese año para formar el Partido Obrero de Unificación Marxista (POUM). Por su parte, la Unió Socialista de Catalunya (USC) Joan Comorera era más cercana en ese momento a Esquerra Republicana (ERC) de Lluís Companys y rechazó unirse a ellos.
Las negociaciones entre otros partidos para formar un partido unificado encontraron algunas dificultades. El Partido Comunista de Cataluña (PCC) —que era la rama catalana del PCE— quería que el nuevo partido resultante de la unificación se adhiriera a la Internacional Comunista (Komintern), mientras que Rafael Vidiella, como líder de la Federación catalana del PSOE, defendía que el nuevo partido se uniera a la Internacional Obrera y Socialista. Por su parte, Joan Comorera no deseaba que el nuevo partido estuviera afiliado a ninguna federación internacional. De hecho, a excepción del PCP, en aquel momento pocos partidos eran partidarios de una afiliación en la Komintern. Sin embargo, Comorera y Vidiella acabaron llegando a un acuerdo sobre la base de que la nueva formación política se podría adherir a la Komintern, tras lo cual se lanzó el nuevo partido. Los otros grupos, constituida una comisión de enlace, acordaron los principios de la nueva formación política: partido nacional y de clase, de ideología marxista-leninista y adscrito a la Internacional Comunista. A la larga, el PSUC aspiraba a ser el primer partido de la clase obrera de Cataluña pero también sustituir a ERC en la dirección del catalanismo.
El 21 de julio de 1936 la comisión de enlace se reunió para dar el paso definitivo hacia la unificación, lo que sería ratificado al día siguiente por las comisiones ejecutivas de los partidos. El Partido Socialista Unificado de Cataluña (PSUC) fue finalmente fundado el 23 de julio en el Bar del Pi de Barcelona como producto de la fusión de la Federación catalana del PSOE, el Partido Comunista de Cataluña, la Unió Socialista de Catalunya de Juan Comorera , y el Partit Català Proletari (PCP).

### Guerra civil española

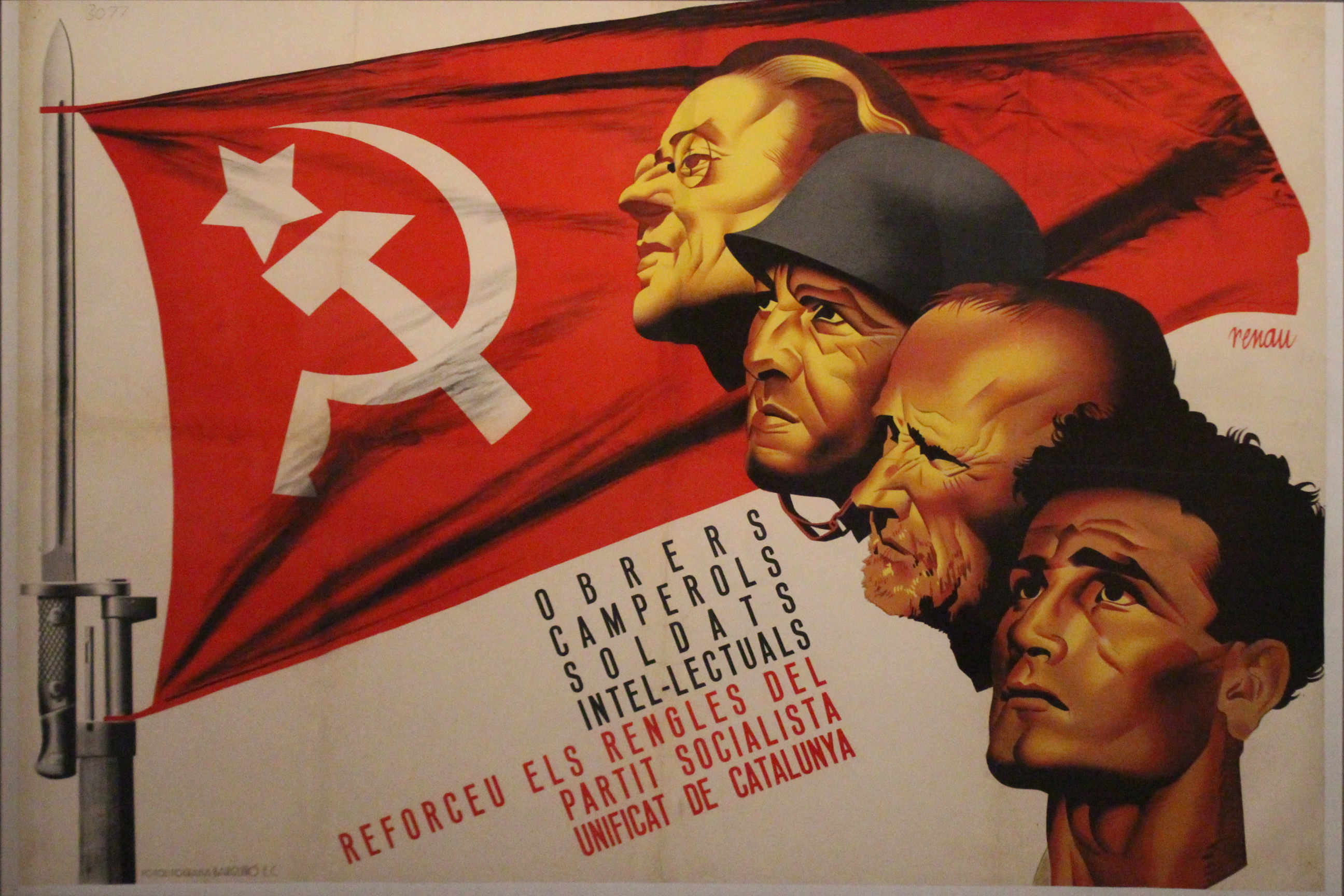
Cartel del PSUC obra de Josep Renau

Los primeros hombres fuertes del PSUC fueron Joan Comorera y Rafael Vidiella, ambos procedentes de las filas del socialismo. Comorera, antiguo líder de la USC, fue escogido como secretario general del nuevo partido. Miguel Valdés, del PCC, se convirtió en secretario de organización. Otros líderes o personas destacadas del PSUC procedían del antiguo PCC, como era el caso de Víctor Colomer, Pere Ardiaca, José del Barrio Navarro, Antonio Sesé o Hilario Arlandis. Vidiella, Sesé o Del Barrio también procedían del sindicato UGT (del Barrio era secretario de la UGT en Cataluña) y tiempo atrás habían sido miembros de la CNT.
 

El partido contó con su propia sección juvenil, las JSUC, que ya habían sido creadas en el mes de abril y que en realidad constituían la sección catalana de las Juventudes Socialistas Unificadas (JSU) que ya existían en el resto de España tras la fusión de las juventudes comunistas y socialistas. Sin embargo, a pesar de su entidad propia, la nueva formación política era un partido dependiente del Partido Comunista de España. Prueba de ello es que unos meses después de la fundación del PSUC, Comorera y Vidiella se convirtieron en miembros del comité central del PCE .

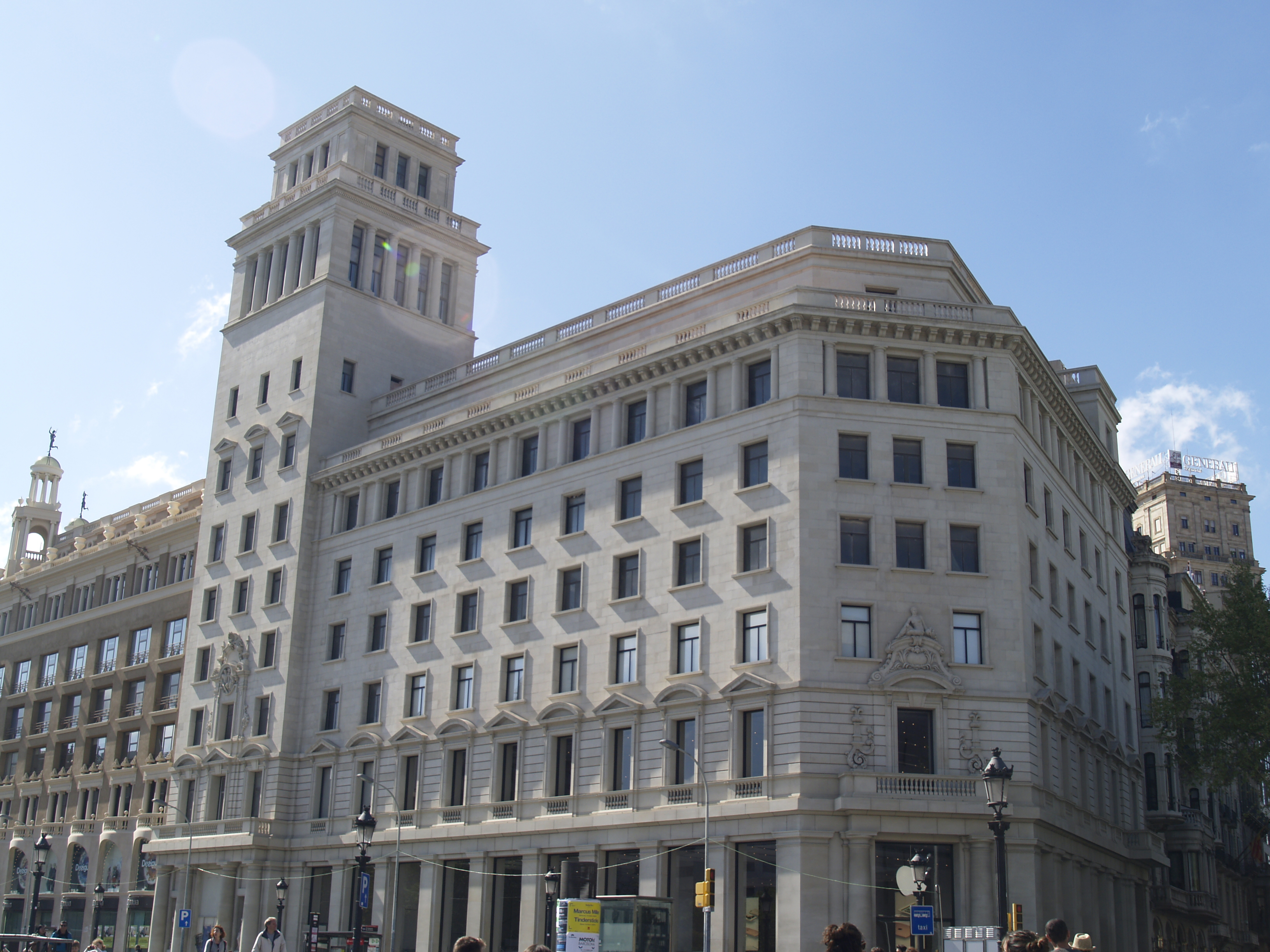
Emplazamiento del antiguo Hotel Colón, sede del PSUC durante la Guerra Civil. El edificio original fue demolido en 1941.

 En el momento de la creación del PSUC el partido contaba con entre 2500 y 6000 militantes, según la fuente consultada. Ese número se incrementó considerablemente a lo largo de la Guerra Civil. Mientras que Robert J. Alexander estima que en marzo de 1937 la membresía del partido había aumentado hasta los 50 000 militantes, Hugh Thomas da la cifra de 64 000 militantes para junio de ese mismo año. La creación el PSUC se produjo en el contexto inmediato al estallido de la guerra civil. Así, el secretario de las JSUC, Francisco Graells, falleció en Barcelona durante los combates que se mantuvieron contra los militares de la guarnición que se habían sublevado. El Hotel Colón de Barcelona, que había sido requisado por el sindicato UGT y que se encontraba situado en la céntrica plaza de Cataluña de Barcelona, fue convertido en la sede central del PSUC. El edificio del Círculo Ecuestre de Barcelona fue incautado y renombrado "Casal Karl Marx", convirtiéndose en otro gran cuartel general del partido. El PSUC también se hizo cargo de la sede del periódico democristiano El Matí y en su lugar pasó a publicar su propio diario, el Treball.Tal y como se había acordado, el PSUC solicitó su afiliación a la Internacional Comunista —Komintern—.
Al comienzo del conflicto el PSUC quedó excluido del gobierno de la Generalidad de Cataluña por presiones de la CNT-FAI. Lo cierto es que a finales del verano de 1936 la posición del PSUC en el ámbito político catalán era todavía débil. Sin embargo, fue a partir de entonces cuando empezó a cambiar la balanza y el PSUC comenzó a reforzar su presencia. La política y la actuación de los anarquistas de la CNT-FAI en Cataluña empujaron a un gran número de personas (tenderos, hombres de negocios y obreros) a afiliarse al PSUC. Este aumentó coincidió con el envío de la ayuda militar soviética a la España republicana, lo que supuso un exponencial aumento del prestigio de los comunistas. El 27 de septiembre de 1936 entró en el gobierno de la Generalidad. Comorera se convirtió en "conseller" de Servicios públicos. Más adelante le seguirían Vidiella, y otros miembros del PSUC.
A pesar de su orientación marxista, paradójicamente el PSUC se convirtió en el mayor defensor de la clase media catalana frente a las colectivizaciones emprendidas por la CNT-FAI y el POUM. Con este fin, organizaron a dieciocho mil comerciantes artesanos y pequeños fabricantes en la Federación Catalana de Gremios y Entidades de Pequeños Comerciantes e Industriales (GEPCI). De hecho, la posición del PSUC, los republicanos de izquierdas y ERC frente al POUM y la CNT-FAI favoreció a los primeros, ya que tanto los nacionalistas catalanes como las autoridades republicanas preferían la colaboración de los comunistas, especialmente para atajar el poder armado y los paseos indiscriminados de las "patrullas de control" anarquistas. Las Jornadas de mayo de 1937 en Barcelona marcaron la decadencia de los anarquistas, al tiempo que el PSUC empezó su ascenso político y un considerable aumento de su influencia. Sin embargo, el PSUC no consideró a los anarquistas como los causantes de la campaña antisoviética, sino al POUM. Estos llegaron a ser acusados abiertamente de ser fascistas y conspirar con Franco.
Tras los eventos de mayo, el POUM se convirtió a ojos del PCE y el PSUC en el principal responsable del estallido de los disturbios. Ya desde finales de 1936 los comunistas mantenían un agrio enfrentamiento con el POUM, después de que este partido desatara una fuerte campaña antisoviética a través de sus medios. El POUM se había significado especialmente durante los disturbios de Barcelona con un discurso mucho más revolucionario y virulento que la propia CNT. En el contexto de la Guerra Civil, mientras se combatía en el frente, las actividades del POUM fueron consideradas por muchos republicanos y comunistas como un elemento de provocación fascista. El gobierno republicano acabaría ilegalizando el POUM y deteniendo a muchos de sus integrantes. Ello dejó al PSUC como el único partido marxista en el ámbito catalán.
Al comienzo de la contienda el PSUC organizó la llamada Columna «Carlos Marx», formada por militantes tanto del partido como del sindicato UGT y bajo el liderazgo de Del Barrio y Trueba, que se dirigió al Frente de Aragón en los primeros días de la contienda. Posteriormente esta milicia serviría de base para la formación de la 27.ª División del Ejército republicano, unidad que tuvo una destacada intervención en varias operaciones militares. En la retaguardia, las JSUC jugaron un importante papel ejerciendo numerosas labores para el esfuerzo bélico, o también en el reclutamiento de voluntarios para el Ejército. Sin embargo, a medida que avanzó la guerra, la causa republicana se vio cada vez más enfrentada con la derrota. Tras la caída de Cataluña en febrero de 1939, la mayor parte de sus dirigentes pasaron a Francia, aunque muchos de sus cuadros quedaron en España y sufrieron la represión de la dictadura franquista.

### Durante el franquismo
Ya en el exilio francés, durante la Segunda Guerra Mundial algunos miembros del PSUC colaboraron en la resistencia contra la ocupación nazi, y algunos de sus dirigentes, como Josep Miret, murieron en campos de concentración nazis. El 24 de junio de 1939, el secretariado de la Internacional Comunista (Tercera Internacional) reconoció al PSUC como sección oficial del organismo internacional, contraviniendo el Komintern sus estatutos entre otras razones por aceptar dos secciones oficiales para un mismo estado, como era el caso del PCE y PSUC.
Durante los primeros años, la situación en la España franquista fue muy peligrosa para los dirigentes que no habían tomado el camino del exilio. En enero de 1940 fue detenida la primera dirección del PSUC de la clandestinidad: el dirigente Alejandro Matos fue asesinado en comisaría, mientras que Otilio Alba y Tomás Pons serían posteriormente fusilados. En la medida de sus posibilidades, los dirigentes del PSUC en el interior hicieron un fuerte trabajo clandestino que les provocó una fuerte represión. En 1942 varios dirigentes del PCE —Jaume Girabau, Isidoro Diéguez y Jesús Larrañaga— fueron enviados clandestinamente a España desde México con la misión de tratar de reconstruir el movimiento comunista en toda España, pero fueron detenidos en la frontera con Portugal, juzgados sumariamente y fusilados. Más éxito tuvieron en 1943 Josep Serradell "Román" y Margarida Abril, a la vez que Joaquim Puig volvió a editar el diario Treball. Por su parte, en 1944, Miquel Núñez dirigió la Agrupació Guerrillera de Catalunya (AGC), que mantuvo la lucha guerrillera contra la dictadura franquista. En 1945 se aprueba la llamada «Resolución de marzo», primera elaboración política del PSUC realizada en el interior donde se propone el impulso de la lucha guerrillera, la unidad antifascista, y la confianza en la victoria de los aliados. Pero esta situación no dura mucho tiempo. Tras ser detenidos, en 1946 son fusilados Francesc Serret y Joan Arévalo, y en 1947 se produce la llamada «caída de los ochenta», que supuso un duro golpe a la organización clandestina del PSUC. En 1948 llega a Cataluña Gregorio López Raimundo, y el partido acuerda la disolución de los grupos guerrilleros.
Las relaciones entre el PSUC y el PCE provocaron a la larga la caída del secretario general, Juan Comorera, en 1949, acusado de «titismo» y la marcha de dirigentes históricos de la Unió Socialista de Catalunya hacia el nuevo Moviment Socialista de Catalunya (MSC). Comorera, que sería finalmente expulsado del PSUC, organizó su propio movimiento político y entró clandestinamente a Cataluña en 1951, aunque sería detenido por las autoridades franquistas en 1954 y condenado a treinta años de prisión, lo que le apartó del a escena política. Además de la caída de Comorera, en 1949 fueron fusilados en Barcelona varios destacados dirigentes del partido: Joaquim Puig Puidemunt, Numen Mestre Ferrando, Ángel Carrero y Pere Valverde.  
La dirección del PSUC en el exilio quedó entonces formada por José Moix, Rafael Vidiella, Wenceslao Colomer, Josep Romeu, Margarida Abril y Pere Ardiaca. En la dirección del interior, Gregorio López Raimundo fue detenido por la huelga de tranvías del 1951. En junio de 1953 murieron en un enfrentamiento con la Guardia Civil, cerca de Besalú (provincia de Girona), los guerrilleros del PSUC Joan Panyella, Ramón Solona y Àngel Moreno En 1956 se celebra el I Congreso del PSUC en Francia, donde se propone un nuevo punto de partida político y organizativo. Participan 50 delegados del exilio y del interior (universitarios y obreros). Se aprueba la política de reconciliación nacional. El Comité ejecutivo queda formado por: Josep Moix (secretario general), Margarida Abril, Pere Ardiaca, Josep Bonifaci, Emili Fàbregas, Gregorio López Raimundo, Miquel Núñez, Carles Rebellón, Josep Serradell, Antoni Senserrich y Rafael Vidiella.
El intento de reorganización en el interior topó con las dificultades por las detenciones de Emili Fàbregas en 1957 y Miguel Núñez en 1958, quien será condenado a veinticinco años de prisión por un consejo de guerra. Josep Serradell se encargó desde entonces, y consiguió evadirse durante las detenciones de los miembros del partido, Carles Rebellón en 1960, Vicente Cazcarra en 1961, Antoni Gutiérrez Díaz y Pere Ardiaca en 1962. Josep Sendrós y Leonor Bornau, se encargaron de la coordinación de Treball y editaron una nueva revista, Horitzons. En 1965 se celebró el II Congreso del PSUC en Francia, con la participación de noventa delegados y delegadas, que aprobaron una línea de impulso al movimiento estudiantil y obrero, colaborando en la formación de las Comisiones Obreras (CCOO).
Durante estos años la resistencia contra el franquismo en Cataluña estuvo limitada a determinados ámbitos. A pesar de la represión y de las luchas internas, el PSUC mantuvo el liderazgo político de la lucha antifranquista y entre los partidos de izquierdas de ámbito catalán. De cara a la lucha antifranquista, los principales objetivos del partido eran el restablecimiento de la democracia y de la autonomía catalana. Esto y su histórica trayectoria supusieron un aval para atraer a muchos potenciales militantes. Además, el partido logró establecer una estructura y una organización lo bastante flexibles como para poder adaptarse a las circunstancias del momento, y muy especialmente, para no verse afectado por la represión de la policía franquista.
Su trabajo fue fundamental, junto a otras organizaciones, impulsando el movimiento vecinal, las comisiones obreras, el Sindicat Democràtic d'Estudiants, y otras experiencias de masas. A partir de 1967-1969 el PSUC volvió a recuperar su fuerza e influencia política y social. En 1969 participó en la Coordinadora de Fuerzas Políticas de Cataluña, y en 1971 en la Asamblea de Cataluña, donde su representante fue Antoni Gutiérrez Díaz. En 1973 se celebra el III Congreso del PSUC con la participación de 200 delegados. En 1975 participó en el Consejo de Fuerzas Políticas de Cataluña, enviando como representantes a Josep Solé Barberà y Gregorio López Raimundo.
De una escisión en la universidad surgió el grupo «Unidad», a finales de la década de 1960, que fue el futuro Partido del Trabajo de España, de orientación maoísta. En 1974, por el contrario, ingresa gran parte de la Organización Comunista de España-Bandera Roja (Jordi Solé Tura, Alfons Carles Comín, Jordi Borja). En 1976 participó en la convocatoria del once de septiembre celebrada en San Baudilio de Llobregatt mientras volvían progresivamente los exiliados.

### Legalización y crecimiento
Poco después que el PCE, el PSUC fue legalizado en abril de 1977. En pocos días se intensificaron las afiliaciones y la apertura de locales. Los datos de mayor afiliación se paroximarían a los 40 000 militantes en 1978. Fiestas como el mitin en el camping La Tortuga Ligera el 8 de mayo de 1977 tuvieron una fuerte resonancia en la época. En las primeras elecciones al Parlamento de Cataluña (1980) fue la tercera fuerza política más votada, con cerca de 500 000 votos. En la acción parlamentaria destacaron sus dirigentes Gregorio López Raimundo, Antoni Gutiérrez Díaz, Cipriano García Sánchez, Francisco Candel y Jordi Solé Tura.
Sin embargo, las tensiones que generó la política de la transición, además de las importantes diferencias de criterio sobre algunos temas de política internacional, como la intervención soviética en Afganistán, ya se hicieron notar en la III Conferencia política (1979), especialmente en relación con la inclusión o no del término leninismo en los estatutos. Estas tensiones internas acabaron estallando en el V Congreso, del que salieron aprobadas como mayoritarias las tesis del sector prosoviético, grupo que sería posteriormente expulsado del partido en 1981, y que acabaría formando el Partit dels Comunistes de Catalunya (PCC).

### Decadencia
Su apoyo electoral fue cayendo progresivamente. Tras obtener ocho diputados en las elecciones generales de 1977 y 1979, esta representación quedó reducida a un escaño en las de 1982, resultado que repitió en 1986, a pesar de concurrir en coalición, como Unió de l'Esquerra Catalana, con otros grupos de izquierda catalanes. En 1987 el PSUC fue unos de los fundadores de la coalición Iniciativa per Catalunya (IC), después Iniciativa per Catalunya Verds (ICV), donde participaban el PSUC, el PCC y con otros grupos de izquierda o ecologistas. En 1987, el secretario general del PSUC, Rafael Ribó, fue elegido presidente de Iniciativa per Catalunya y, un año después, inició la disolución del partido en el seno de IC, por lo que en los años 90 la vida orgánica y organizativa del PSUC dejó de existir, heredándola ICV. Una escisión del partido disconforme con esa última etapa y la congelación del PSUC formó el PSUC-viu en 1997.

## Secretarios generales del PSUC
| Nombre                        | Duración  | Congresos                     | Notas                                                          |
| ----------------------------- | --------- | ----------------------------- | -------------------------------------------------------------- |
| Joan Comorera i Soler         | 1936-1949 |                               | Comorera es expulsado del PSUC (1949).                         |
| José Moix                     | 1949-1965 | I Congreso del PSUC (1956).   | En funciones hasta 1956; nombrado presidente del PSUC en 1965. |
| Gregorio López Raimundo (1.ª) | 1965-1973 | II Congreso del PSUC (1965)   |                                                                |
| Gregorio López Raimundo (2.ª) | 1973-1977 | III Congreso del PSUC (1973)  | Muerte de Franco (1975).                                       |
| Antoni Gutiérrez Díaz (1.ª)   | 1977-1981 | IV Congreso del PSUC (1977)   | Época de la Transición; Fallido golpe de Estado de 1981.       |
| Francisco Frutos              | 1981-1982 | V Congreso del PSUC (1981)    |                                                                |
| Antoni Gutiérrez Díaz (2.ª)   | 1982-1985 | VI Congreso del PSUC (1982)   |                                                                |
| Antoni Gutiérrez Díaz (3.ª)   | 1985-1986 | VII Congreso del PSUC (1985)  |                                                                |
| Rafael Ribó                   | 1986-1997 | VIII Congreso del PSUC (1986) | Un año después, el PSUC es disuelto.                           |

## Resultados electorales
Parlamento de Cataluña
| Elecciones | Candidato             | Votos   | % de votos | Escaños | +/- | Posición |
| ---------- | --------------------- | ------- | ---------- | ------- | --- | -------- |
| 1980       | Josep Benet           | 507.753 | 18,68%     | 25/135  | -   | 3.º      |
| 1984       | Antoni Gutiérrez Díaz | 160.581 | 5,58%      | 6/135   | 19  | 4.º      |

Congreso de los Diputados
| Elecciones | Votos   | % de votos | Escaños | +/-         | Posición   |
| ---------- | ------- | ---------- | ------- | ----------- | ---------- |
| 1977       | 558.132 | 18,31%     | 8/47    | -           | 4.º* (2.º) |
| 1979       | 512.792 | 17,38%     | 8/47    | Sin cambios | 3.º        |
| 1982       | 158.553 | 4,61%      | 1/47    | 7           | 4.º        |
| 1986       | 123.912 | 3,91%      | 1/47    | Sin cambios | 5.º        |

* En las elecciones de 1977 fue la 4.ª fuerza en n.º de escaños, pero la 2.ª en n.º de votos en Cataluña.

### Pie de página
1. ↑  Badia, Miquel Caminal (4 de octubre de 2006). «El PSUC en la historia». El País. ISSN 1134-6582. Consultado el 13 de noviembre de 2024.
2. ↑  «Resultats de les eleccions al Parlament de Catalunya del 12-M». Govern.cat (en catalán). Consultado el 22 de diciembre de 2024.
3. ↑  Alexander, 1999, p. 755.
4. 1 2 3  Alba, 1983, p. 200.
5. 1 2  Alexander, 1999, p. 756.
6. ↑  Hernández Sánchez, 2000, p. 88.
7. ↑  Pagès i Blanch, 2013, p. 34.
8. ↑  Thomas, 1976, pp. 327-328.
9. ↑  Alba, 1983, p. 200-201.
10. ↑  Romero Salvadó, 2013, p. 316.
11. ↑  Castillo, 2011, pp. 189-190.
12. ↑  Alexander, 1999, p. 761.
13. ↑  Bolloten, 1991, p. 397.
14. 1 2  Alba, 1983, p. 201.
15. ↑  Bolloten, 1991, p. 399.
16. ↑  Thomas, 1976, p. 569.
17. ↑  Thomas, 1976, p. 260.
18. ↑  Preston, 2013, p. 533.
19. ↑  Thomas, 1976, p. 327.
20. ↑  Pagès i Blanch, 2013, p. 40.
21. 1 2 3  Thomas, 1976, p. 463.
22. ↑  Baer, 2015, p. 170.
23. ↑  Pagès i Blanch, 2013, p. 103–104.
24. ↑  Bolloten, 1991, p. 396.
25. ↑  Alba, 1983, p. 229.
26. ↑  Thomas, 1976, p. 714.
27. ↑  Thomas, 1976, p. 756.
28. ↑  Alba, 1983, p. 232.
29. ↑  Alba, 1983, p. 221.
30. ↑  Preston, 2013, pp. 534-535.
31. ↑  Tuñón de Lara, 1985, p. 208.
32. ↑  Puigsech Farràs, 2009, p. 467.
33. ↑  Diversos autores (1999). «La lluita per la llibertat, la democràcia i el socialisme a Catalunya». PSUC i Museu d'Història de Catalunya.
34. ↑  Ros, Gemma Busquets. «Homenatge a tres maquis emboscats a Sant Ferriol - 15 juny 2023». El Punt Avui (en catalán). Consultado el 13 de noviembre de 2024.
35. ↑  Hernández y Espinosa, 2000, p. 88.
36. ↑  Hernández y Espinosa, 2000, pp. 88-89.
37. 1 2  Hernández y Espinosa, 2000, pp. 89.
38. ↑  «La fiesta popular de los comunistas catalanes congregó a cien mil personas». La Vanguardia. 10 de mayo de 1977. Consultado el 28 de abril de 2016.
39. ↑  Morán, 1986, p. 401.